# John Dobson (Astronom)

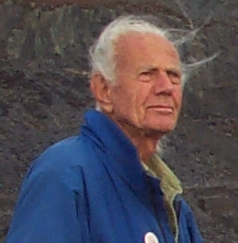
John Dobson (2002)

John Lowry Dobson (* 14. September 1915 in Peking, Republik China; † 15. Januar 2014 in Burbank, Kalifornien, Vereinigte Staaten) war ein US-amerikanischer Amateurastronom. Mit seinem Konzept des so genannten Dobson-Teleskops hatte er maßgeblichen Einfluss auf die Verbreitung preisgünstiger Amateurteleskope. 

## Leben
John Dobson wurde 1915 in Peking geboren und verbrachte seine Kindheit in China. Sein Großvater mütterlicherseits war der Gründer der Peking-Universität, seine Mutter Musikerin, sein Vater Dozent für Zoologie an der Peking-Universität. 1927 ging die Familie zurück in die USA und ließ sich in San Francisco nieder. Dobsons Vater arbeitete als Lehrer an der dortigen Lowell High School. Dobson nahm ein Studium der Chemie an der Universität Berkeley auf, das er 1943 abschloss.
In jungen Jahren war Dobson Atheist. Mit zunehmendem Alter kam er zu der Überzeugung, dass das Universum göttlichen Ursprungs sein müsse. 1940 lebte er zeitweise in einem Kloster, das er allerdings wieder verließ, um sein Studium fortzuführen. 1944 wurde er Anhänger des Ramakrishna-Ordens und lebte für die nächsten 23 Jahre als Mönch im Vedanta-Kloster in San Francisco.
In dieser Zeit begann Dobson sich intensiv mit dem Aufbau des Universums auseinanderzusetzen. Um mehr darüber zu erfahren, beschäftigte er sich mit der Astronomie. Da er gelobt hatte, in Armut zu leben, konnte er sich kein fertiges Teleskop kaufen, sondern konstruierte Instrumente aus einfachsten Mitteln. So schliff er die Gläser von Flaschenböden zu Teleskopspiegeln und verwandte Papprohre, die auf Baustellen anfielen, als Tubus. Seine Geräte besaßen keine herkömmliche Montierung, sondern waren beweglich auf einem Kasten aus Sperrholz aufgesetzt.
Dobsons astronomische Aktivitäten stießen zunehmend auf Missbilligung seitens des Ordens. Seinen brieflichen Kontakt mit der Außenwelt musste er mitunter in verschlüsselter Form vornehmen, wobei er Teleskope als Geranien und Blumentöpfe „tarnte“. Schließlich musste er sich entscheiden, ob er weiter dem Orden angehören oder Teleskope bauen wollte. Dobson entschied sich für letzteres und trat 1967 aus.
Im selben Jahr wurde er Mitbegründer der „Sidewalk Astronomers“ („Gehweg-Astronomen“) in San Francisco. Diese Gruppe von Amateurastronomen stellte ihre Teleskope einfach auf die Gehwege der Stadt und bot jedem Passanten an, einen Blick hindurchzuwerfen. Die Sidewalk Astronomers sind mittlerweile eine Organisation mit weltweiter Mitgliedschaft. Ihr Ziel ist es, die Astronomie einer breiten Öffentlichkeit näherzubringen.
Dobsons erste Teleskope wiesen aufgrund ihrer primitiven Bauteile noch optische Unzulänglichkeiten auf und besaßen kein hohes Auflösungsvermögen. Im Laufe der Zeit verbesserten er und andere Amateurastronomen das Design. Das Prinzip der Dobson-Montierung stellt eine Möglichkeit dar, selbst große Spiegelteleskope preiswert herzustellen. Dobson-Teleskope können relativ einfach selbst gebaut werden, sind gut transportabel und können mit wenigen Handgriffen am Beobachtungsort aufgebaut werden. Diese Eigenschaften führten dazu, dass dieser Teleskoptyp heute weit verbreitet ist. 
Dobson nutzte seine durch Auftritte im US-Fernsehen und bei Teleskoptreffen in aller Welt erlangte Bekanntheit, um unorthodoxe Ansichten über die Kosmologie zu verbreiten. Er war ein strikter Gegner der heute anerkannten Urknall-Theorie. Seines Erachtens sei es unlogisch, dass irgendetwas aus dem „Nichts“ entstehen könne. Darüber hinaus müssten die Wissenschaftler Zuflucht zu unbewiesenen Theorien nehmen, wie der Dunklen Materie. Es würde einfach eine neue Physik erfunden, um die Urknall-Theorie zu untermauern. Dobson vertrat sein eigenes kosmologisches Modell, wonach sich das Universum selbst recycle. Er berief sich dabei auf Albert Einsteins allgemeine Relativitätstheorie, wonach Energie und Materie äquivalent sind, sowie auf die Heisenbergsche Unschärferelation. Nach Dobson dehnt sich das Universum für alle Zeiten aus, wobei sich Wasserstoffatome erneuern. Die Entropie bleibe dabei konstant. Kritiker halten dieses Modell für nicht wissenschaftlich fundiert.
Einige Jahre vor seinem Tod hatte sich seine Gesundheit durch einen Schlaganfall verschlechtert. Er starb 98-jährig am 15. Januar 2014 während eines Krankenhausaufenthalts im kalifornischen Burbank.
Der Asteroid (18024) Dobson ist nach ihm benannt.